# 1169 Alwine
1169 Alwine је астероид главног астероидног појаса чија средња удаљеност од Сунца износи 2,318 астрономских јединица (АЈ).
Апсолутна магнитуда астероида је 13,0 а геометријски албедо 0,152.